# Eremobates hidalgoana
Espèce
Eremobates axacoa est une espèce de solifuges de la famille des Eremobatidae.

## Distribution
Cette espèce est endémique d'Hidalgo au Mexique.

## Description
La femelle holotype mesure 22,5 mm.

## Étymologie
Son nom d'espèce lui a été donné en référence au lieu de sa découverte, l'Hidalgo.

## Publication originale
- Cushing & Brookhart, 2016 : Nine new species of the Eremobates scaber species group of the North American camel spider genus Eremobates (Solifugae, Eremobatidae). Zootaxa, no 4178(4), p. 503-520.